# Varaždinska burza
Varaždinska burza (eng. Varaždin Stock Exchange, VSE) bila je burza koja je poslovala u Varaždinu u Republici Hrvatskoj. Osnovana je u veljači 1993. godine kao Varaždinsko tržište vrijednosnica (skraćeno: VTV) odnosno izvanburzovno tržište (OTC tržište). Preoblikovano je u burzu 2002. godine. Iste je godine Varaždinska burza ostvarila preko polovice prometa (51 %) na hrvatskom tržištu kapitala.
U prosincu 2006. godine došlo je do potpisivanja Ugovora o pripajanju Varaždinske burze Zagrebačkoj burzi. Prema izdanju Investora iz siječnja 2007. godine, njezina tržišna kapitalizacija početkom 2007. iznosila je 9,8 milijardi eura. Varaždinska burza pripojena je Zagrebačkoj burzi u ožujku 2007. godine.
Dionički indeks Varaždinske burze bio je poznat pod skraćenicom VIN. Riječ je o najstarijem indeksu na hrvatskom tržištu kapitala koji se računao od 1993. godine kao prosječna cijena 10 najtrgovanijih vrijednosnica, da bi od revizije 1997. godine postao indeks tržišne kapitalizacije najlikvidnijih dionica. Indeks VIN je zaključen na 3387 bodova uz tjedni porast od 1,68 posto. VIN je od uvođenja početkom 1998. godine porastao za 354,3 posto.

## Vanjske poveznice
- PDF dokument Varaždinska burza